# Robert Ensminger
Robert Ensminger (Kansas, 12 gennaio 1885 – 1923) è stato un regista e attore statunitense che lavorò nel cinema all'epoca del muto, facendo i suoi esordi alla Balboa Amusement Producing Company.
Ebbe una breve carriera. Dopo essere passato alla Vitagraph nel 1920, compagnia per cui lavorò essenzialmente come regista, morì nel 1923, lasciando incompiuto il suo ultimo film , One Stolen Night, finito dal fratello Roland.

## Filmografia

### Regista
- The Midnight Burglar (1918)
- Wanted: A Brother (1918)
- Whatever the Cost (1918)
- Breaking Through - serial cinematografico (1921)
- Bring Him In, co-regia di Earle Williams (1921)
- Restless Souls (1922)
- Fortune's Mask (1922)
- You Never Know
- One Stolen Night - co-regia di Roland Ensminger (1923)

### Attore
- Sibyl's Scenario - cortometraggio (1916)
- The Mainspring, regia di Henry King (1917)
- The Climber, regia di Henry King (1917)
- The Girl Angle, regia di Edgar Jones (1917)
- Hidden Dangers, regia di William Bertram (1920)